# Mpg321
mpg321是Unix和Linux下的MPEG音效播放程式。

## 概要
「mpg321」是Joe Drew為了取代Unix/Linux上的一個MPEG音效播放程式「mpg123」所開發的軟體。
因早期的mpg123源碼程式並非可授權於自由編寫使用，促使Joe Drew於2001年計劃寫出一個能取代mpg123的自由軟體，起先mpg321是從「smpeg（页面存档备份，存于）」的影音播放程式plaympeg中剔除影像播放的部分，由剩餘音效解碼的地方改寫而成，之後因需要太多額外的函式庫而改成從由Rob Leslie的「MAD（页面存档备份，存于）」一個做為MPEG音效解碼的函式庫改寫。
mpg321在安裝時可選擇產生一個同樣名為『mpg123』連結到mpg321主程式的連結檔，使用上時能也選用與mpg123幾近相同的參數項目。
mpg321於2002年後長達數年期間未有更新動作，直至2010年再度推出0.2.11.x系列的新版本。

## 相關条目
- mpg123

## 外部連結
- mpg321的官方網站（页面存档备份，存于）